# Отильо
Отѝльо (на италиански: Ottiglio; на пиемонтски: Autij, Аутий) е село и община в Северна Италия, провинция Алесандрия, регион Пиемонт. Разположено е на 264 m надморска височина. Населението на общината е 672 души (към 2010 г.).